# Communications Decency Act
Communications Decency Act (CDA) je americký zákon z roku 1996, který řeší odpovědnost poskytovatelů volného prostoru na Internetu. Zákon doplňuje Communication Act of 1934 (Title 47 of US Code) a je prvním pokusem americké legislativy řešit a regulovat pornografické materiály na Internetu.
Proklamovaným cílem bylo uchránit děti před pornografií, šířením nenávisti atp. Zákon od počátku provázela diskuse o jeho nepotřebnosti, nevyváženosti a o jeho rozporu s prvním dodatkem americké ústavy. Nejspornější pasáže se týkaly právě zakazování šíření nevhodných textů. Tyto pasáže byly na základě sporu Reno versus ACLU prohlášeny za protiústavní a ze zákona byly vyjmuty.